# Weinmannia
Weinmannia je rod rostlin z čeledi kunoniovité (Cunoniaceae). Jsou to dřeviny se zpeřenými nebo jednoduchými vstřícnými listy a drobnými květy v klasovitých nebo hroznovitých květenstvích. Rod zahrnuje asi 150 druhů. Je rozšířen zejména na jižní polokouli v mírném pásu a v tropických horách. Vyskytuje se v Latinské Americe, jihovýchodní Asii, Tichomoří, Madagaskaru a Novém Zélandu.
Rostliny byly v minulosti těženy zejména jako zdroj tříslovin a dřeva k výrobě dřevěného uhlí. Mají také význam v domorodé medicíně.

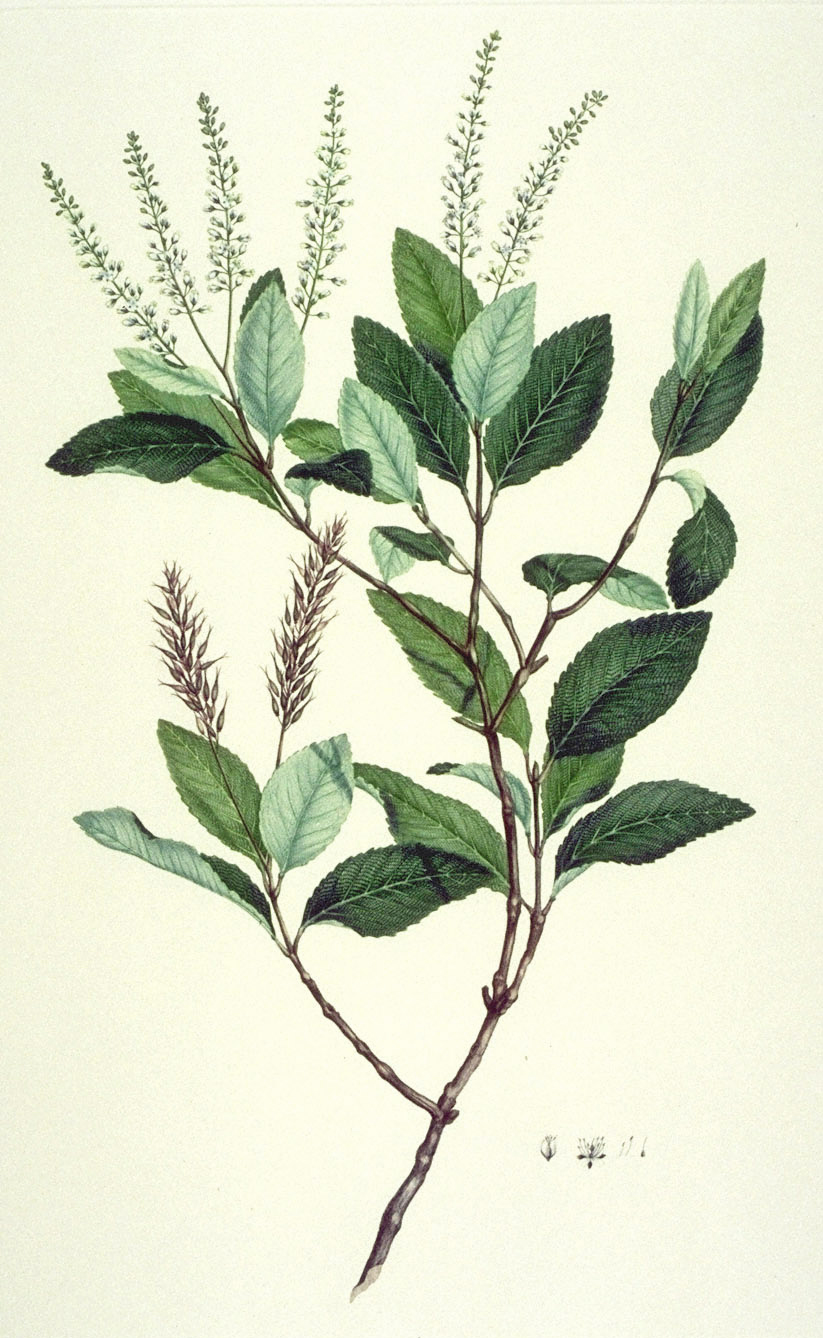
Weinmannia racemosa na kresbě z roku 1781

## Popis
Zástupci rodu Weinmannia jsou keře nebo stromy, některé druhy jsou šplhavé nebo rostou jako hemiepifyty. Mladé větévky jsou často v uzlinách poněkud zploštělé nebo ztlustlé. Listy jsou vstřícné (výjimečně přeslenité), přisedlé nebo řapíkaté, jednoduché nebo častěji lichozpeřené. Čepel listů je většinou na okraji zubatá. Střední žebro listu je u složených listů mezi jednotlivými lístky často křídlaté podobně jako řapík. Palisty jsou opadavé nebo vytrvalé, interpetiolární. Květy jsou drobné, pravidelné, jednopohlavné nebo oboupohlavné, čtyř nebo pětičetné, uspořádané v bohatých klasech nebo hroznech, někdy skládajících složená květenství. Květy jsou v květenství uspořádané jednotlivě nebo ve svazečcích. Kalich i koruna jsou za plodu opadavé nebo vytrvalé. Koruna je bílá, oranžová, červená nebo růžová. Tyčinek je 8 nebo 10. Nektáriový terč je kruhovitý nebo členěný v 8 či 10 laloků. Semeník je svrchní (výjimečně polospodní) a obsahuje 2 (výjimečně 3) komůrky se 2 až mnoha vajíčky. Čnělky jsou volné. Plodem je drobná, kožovitá, zobanitá tobolka pukající 2 chlopněmi. Semena jsou podlouhlá nebo ledvinovitá. 

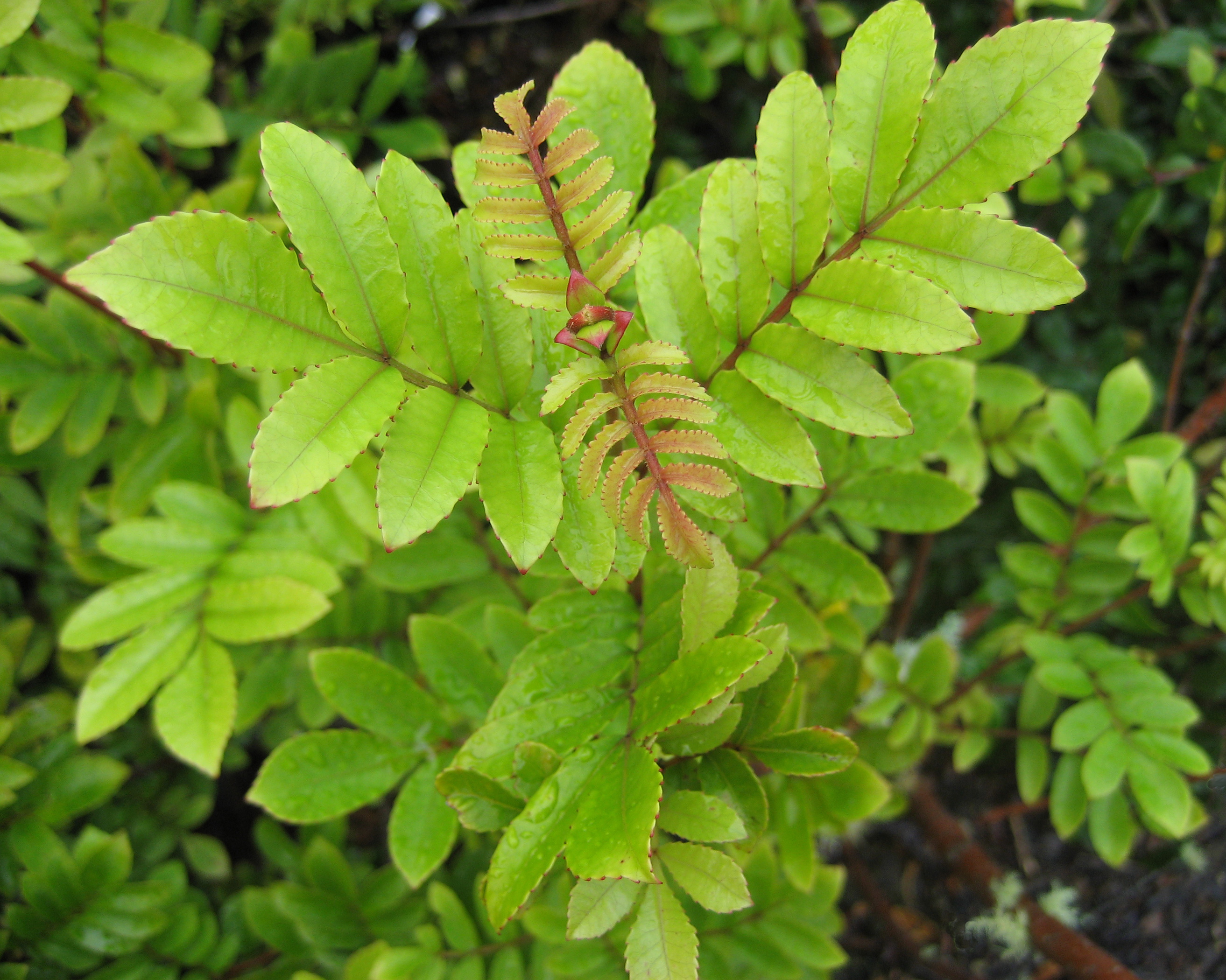
Listy Weinmannia sylvicola
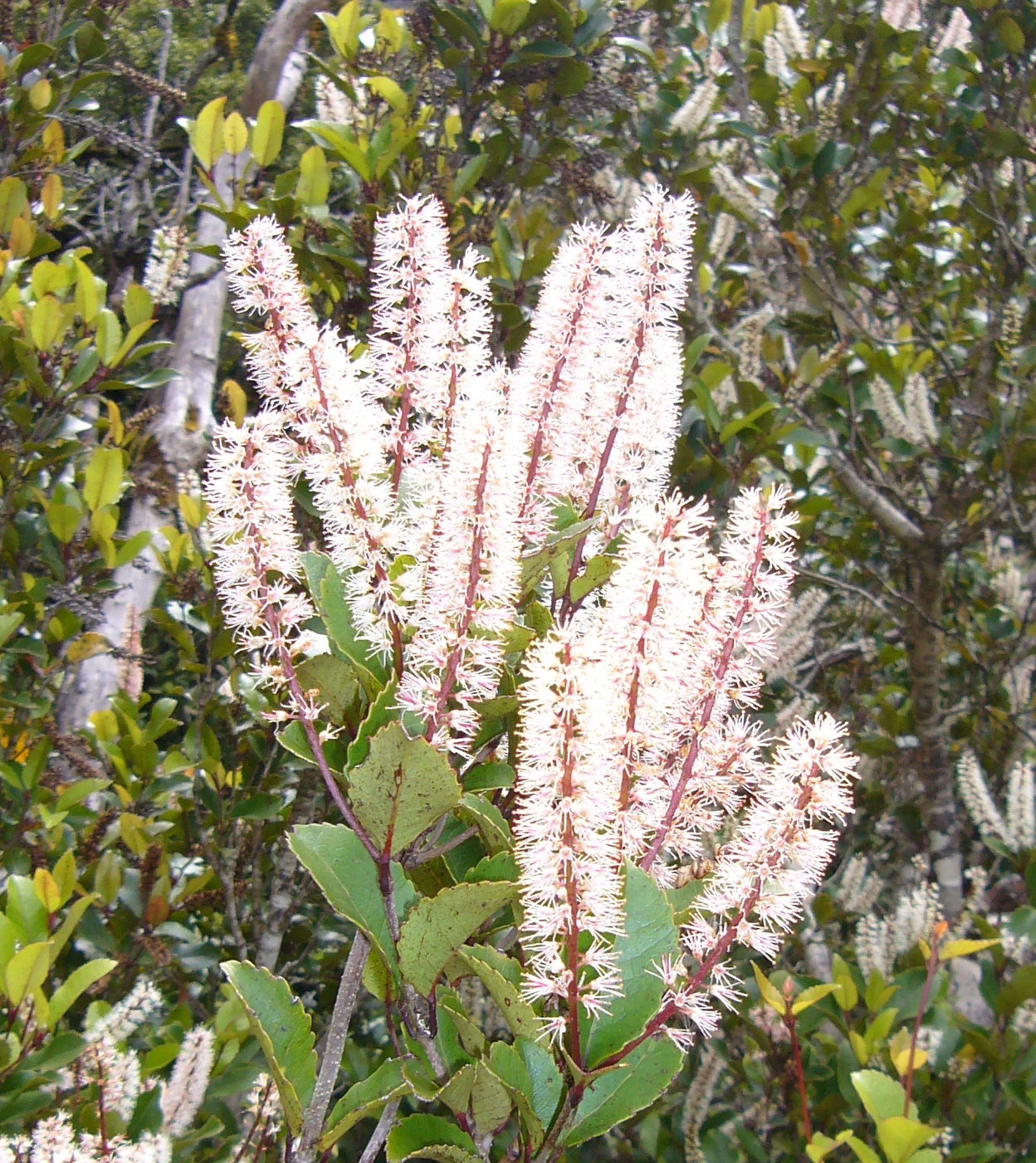
Bohatě kvetoucí Weinmannia racemosa
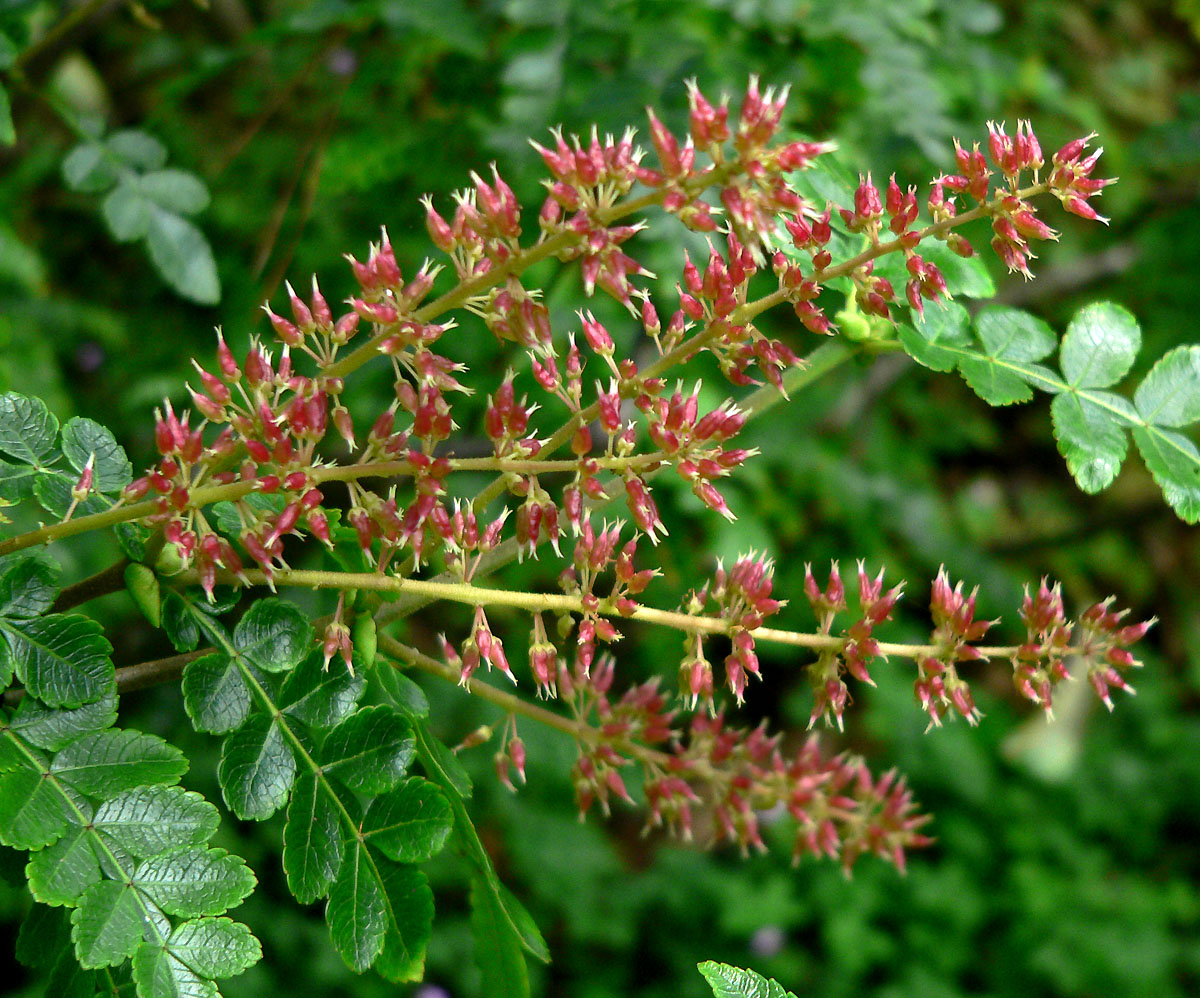
Plodenství Weinmannia pinnata

## Rozšíření
Rod Weinmannia zahrnuje asi 150 druhů. Rod má primárně rozšíření v mírném pásu jižní polokoule, v tropickém pásu roste zejména v horách. Je rozšířen v Latinské Americe od Mexika po Argentinu, v Karibiku, Tichomoří, jihovýchodní Asii, Novém Zélandu, na Madagaskaru a dalších ostrovech západního Indického oceánu. Nevyskytuje se v pevninské Africe a Austrálii. V Americe roste asi 75 druhů, v jihovýchodní Asii a Tichomoří 40, na Madagaskaru a okolních ostrovech asi 40 druhů.
Z Nového Zélandu jsou udávány 2 druhy, W. sylvicola a W. racemosa.

## Taxonomie
Rod Weinmannia je největším rodem čeledi Cunoniacae. Je členěn do 5 sekcí:
- sekce Weinmannia – Amerika, Maskarény
- sekce Fasciculatae – jihovýchodní Asie a Tichomoří
- sekce Spicatae – Madagaskar, Komory
- sekce Inspersae – Madagaskar
- sekce Leiospermum – Tichomoří, Nový Zéland[9][10]

## Význam
Některé druhy jsou těženy pro dřevo místního významu. Je používáno zejména v truhlářství a na stavby a konstrukce. Řada druhů je velmi bohatá na třísloviny, což v minulosti vedlo k vykácení mnohých porostů podobně jako výroba dřevěného uhlí.
Četné druhy jsou využívány v domorodé medicíně zejména jako adstringens na otevřené rány, při revmatismu a proti zánětům.